# Olympische Sommerspiele 2000/Teilnehmer (Malaysia)
| Gelbes Symbol für Goldmedaillen mit stilisierten Olympischen Ringen | Graues Symbol für Silbermedaillen mit stilisierten Olympischen Ringen | Braundes Symbol für Bronzemedaillen mit stilisierten Olympischen Ringen |
| ------------------------------------------------------------------- | --------------------------------------------------------------------- | ----------------------------------------------------------------------- |
| —                                                                   | —                                                                     | —                                                                       |

Malaysia nahm an den Olympischen Sommerspielen 2000 in Sydney mit einer Delegation von 40 Athleten (32 Männer und acht Frauen) an 32 Wettkämpfen in neun Sportarten teil. Es konnten dabei keine Medaillen gewonnen werden. Fahnenträger bei der Eröffnungsfeier war der Hockeyspieler Mirnawan Nawawi.

## Teilnehmer nach Sportarten

### Badminton
Männer
- Wong Choong Hann
Einzel: Viertelfinale

- Ong Ewe Hock
Einzel: Achtelfinale

- Choong Tan Fook & Lee Wan Wah
Doppel: 4. Platz

- Cheah Soon Kit & Yap Kim Hock
Doppel: Achtelfinale

### Hockey
- Männerturnier
11. Platz

- Kader
Chairil Anwar Abdul Aziz
Nor Azlan Bakar
Saiful Azli bin Abdul Rahman
Chua Boon Huat
Calvin Fernandez
Krishnamurthy Gobinathan
Mohamed Madzli Ikmar
Mohan Jiwa
Nor Saiful Zaini Nasir-ud-Din
Mirnawan Nawawi
Mohamed Nasihin Nubil Ibrahim
Keevan Raj
Jamaluddin Roslan
Kuhan Shanmuganathan
Maninderjit Singh Magmar
Ibrahim Suhaimi

### Leichtathletik
| Männer - Watson Nyambek 100 Meter: Vorläufe | Frauen - Yuan Yu Fang 20 Kilometer Gehen: 15. Platz |

### Schießen
Frauen
- Irina Maharani
Luftpistole: 32. Platz
Sportpistole: 36. Platz

### Schwimmen
| Männer - Wan Azlan Abdullah 400 Meter Lagen: 41. Platz - Anthony Ang 100 Meter Schmetterling: 36. Platz 200 Meter Schmetterling: 22. Platz 4 × 100 Meter Lagen: 22. Platz - Elvin Chia 100 Meter Brust: 19. Platz 200 Meter Brust: 44. Platz 4 × 100 Meter Lagen: 22. Platz - Alex Lim 100 Meter Rücken: 27. Platz 200 Meter Rücken: 42. Platz 4 × 100 Meter Lagen: 22. Platz - Dieung Mannang 400 Meter Freistil: 43. Platz 1500 Meter Freistil: 36. Platz - Allen Ong 100 Meter Freistil: 40. Platz 200 Meter Freistil: 37. Platz 4 × 100 Meter Lagen: 22. Platz | Frauen - Marilyn Chua 50 Meter Freistil: 52. Platz - Sia Wai Yen 200 Meter Lagen: 31. Platz 400 Meter Lagen: 25. Platz - Siow Yi Ting 100 Meter Freistil: 32. Platz 200 Meter Freistil: 27. Platz |

### Segeln
- Kevin Lim
Laser: 22. Platz

### Taekwondo
Frauen
- Lee Wan Yuen
Schwergewicht: 10. Platz

### Turnen
Frauen
- Yen Au Li
Einzelmehrkampf: 97. Platz in der Qualifikation
Stufenbarren: 83. Platz in der Qualifikation

### Wasserspringen
| Männer - Mohamed Azreen Bahari Turmspringen: 25. Platz - Yeoh Ken Nee Kunstspringen: 22. Platz Turmspringen: 24. Platz | Frauen - Leong Mun Yee Kunstspringen: 39. Platz Turmspringen: 34. Platz |